# Бежище
Бежище (на сръбски: Бежиште) е село в Сърбия, община Бела паланка. В 2002 година селото има 175 жители.

## Георгафия
Бежище е разположено на юг от Бела паланка, в северните склонове на Сува планина.

## История
През 1879 година Бежище е част от Лужнишкия срез на Пиротски окръг и има 49 домакинства. В края на XIX век Феликс Каниц отбелязва, че жителите на селото по своя физически тип, облекло и език са по-близки до българите, отколкото до сърбите.
През 1916 година, по време на българското управление на Моравско, Бежище е част от Беловодска община на Бабушнишка околия и има 333 жители.
От 1947 година селото е част от Белопаланска община.

## Население
- 1948 – 686 жители.
- 1953 – 664 жители.
- 1961 – 612 жители.
- 1971 – 468 жители.
- 1981 – 357 жители.
- 1991 – 266 жители.
- 2002 – 175 жители.

Според преброяването от 2002 година 144 жители на селото са сърби, 24 – роми, а при 6 от жителите няма данни за етническата им принадлежност.